# Баташи (Пермский край)
Баташи — деревня в Кунгурском районе Пермского края, в составе Усть-Турского сельского поселения.

## География
Находится в западной части Кунгурского района, прилегает с запада к селу Усть-Турка.

## Климат
Климат умеренно-континентальный с продолжительной снежной зимой и коротким, умеренно-тёплым летом. Средняя температура июля составляет +17,8°С, января −15,6°С. Среднегодовая температура воздуха составляет +1,3°С. Средняя продолжительность периода с отрицательными температурами составляет 168 дней и продолжительность безморозного периода 113 дней. Среднее годовое количество осадков составляет 539 мм.

## История
Деревня известна с 1707 года как деревня Баташева.

## Население
| 2010 |
| ---- |
| 272  |

Постоянное население составляло 289 человека в 2002 году (98 % татары).